# Copa do Mundo FIFA de 1974
A Copa do Mundo FIFA de 1974 foi a décima edição da Copa do Mundo FIFA de Futebol, que ocorreu de 13 de junho até 7 de julho de 1974. O evento foi sediado na Alemanha Ocidental, que conquistou o título. A competição teve partidas realizadas nas cidades de Hamburgo, Hanôver, Gelsenkirchen, Dortmund, Düsseldorf, Frankfurt, Berlim Ocidental, Munique e Estugarda. 
Dezesseis seleções nacionais foram qualificadas para participar desta edição do campeonato, sendo 9 delas europeias (Alemanha Ocidental, Alemanha Oriental, Iugoslávia, Escócia, Países Baixos, Suécia, Bulgária, Polônia e Itália), 5 americanas (Chile, Brasil, Uruguai, Argentina e Haiti), 1 africana (Zaire) e 1 oceânica (Austrália). As seleções da Alemanha Oriental, da Austrália, do Haiti e do Zaire faziam sua primeira participação na competição, sendo a participação dessa última marcada por diversas polêmicas dentro de campo durante o campeonato.
A edição teve duas grandes goleadas: Haiti 0–7 Polônia e Iugoslávia 9–0 Zaire, sendo esta última, junto a Hungria 9–0 Coreia do Sul (em 1954) e Hungria 10–1 El Salvador (em 1982), as maiores goleadas em Copas do Mundo. A Copa de 1974 contou com grandes jogadores, como Grzegorz Lato e Kazimierz Deyna da Polônia, Ademir da Guia, Emerson Leão,  Rivellino e Jairzinho do Brasil, Arie Haan, Willem van Hanegem, Ruud Krol, Rob Rensenbrink, Johnny Rep, Johan Neeskens e Johan Cruijff da Holanda e Sepp Maier, Berti Vogts, Paul Breitner, Hans-Georg Schwarzenbeck, Gerd Müller, Wolfgang Overath e Franz Beckenbauer da Alemanha, sendo Cruijff e Beckenbauer considerados dois dos melhores futebolistas da história do futebol mundial.
A grande revelação desta copa foi a Seleção Neerlandesa de Futebol, que, sob a batuta de Rinus Michels, voltou à copa após 36 anos de ausência, desde a sua segunda participação, em 1938, na França, utilizando como bases o AFC Ajax, campeão intercontinental em 1972, e o Feyenoord, campeão intercontinental em 1970. A seleção era conhecida como "Laranja Mecânica" e "Carrossel Holandês", devido à tática de Michels de alternar os jogadores em suas posições. O destaque dessa equipe era Johan Cruijff, que atuava bem tanto na defesa, quanto no meio-campo ou no ataque. De longe, era a seleção favorita ao título, tanto por seu modo atordoante de jogar futebol quanto por ser responsável pela eliminação da seleção brasileira, que defendia o título, e contava com jogadores que atuaram na Copa de 1970, como Jairzinho e Rivellino.
A Final da Copa do Mundo FIFA de 1974 foi disputada entre o Países Baixos e a Alemanha Ocidental. A partida foi realizada em 7 de julho às 16h, no Estádio Olímpico de Munique, com um público estimado em 75 200 pessoas. Com a vitória da Seleção Alemã, os jogadores Franz Beckenbauer, Sepp Maier, Wolfgang Overath, Jürgen Grabowski e Horst-Dieter Höttges, tornaram-se os 5 primeiros futebolistas a conquistar as medalhas de bronze, prata e de ouro em Copas do Mundo de futebol. 
O neerlandês Johan Cruijff foi eleito o melhor jogador da competição. De acordo com os dados do portal Opta Sports, na Copa do Mundo de 1974, Cruijff foi o jogador com mais dribles certos (34), chances criadas (36) e passes certos no terço final de campo (136) em toda competição. Na Copa do Mundo de 1974, Cruijff criou 5.1 oportunidades de gol por jogo. É o recorde da história das Copas de um jogador no mesmo torneio desde quando os dados da Opta Sports começaram a ser coletados em 1966.

## Visão geral

### Primeira fase
A Alemanha Ocidental de Franz Beckenbauer, Gerd Müller e outros era uma grande favorita. Outro selecionado, porém, surgiu como revelação a ameaçar esse favoritismo - os Países Baixos de Cruyff e Neeskens, que acabou sendo inovadora em suas atuações, apresentando resultados favoráveis. O timaço dos Países Baixos, dirigido por Rinus Michels, revolucionou o futebol mundial implementando um sistema tático onde os jogadores não guardavam posição fixa: era o chamado carrossel holandês. Os Países Baixos, apelidados de Laranja Mecânica (em alusão ao filme de Stanley Kubrick, adaptado do livro de Anthony Burgess) chegaram à final como os grandes favoritos ao título.
O mundial foi transmitido em cores pela TV em 70 países e foi a primeira Copa do Mundo onde os jogadores começaram a usar número nos calções.
Seguindo a tendência inaugurada no mundial anterior, a bola oficial era a mesma: a Telstar, fabricada pela Adidas. Nesse mundial foram utilizados dois modelos: a principal, com hexágonos brancos e pentágonos pretos, que foi utilizada na maioria dos jogos, e uma totalmente branca, que foi utilizada em 8 jogos, incluindo a semifinal entre Brasil e Países Baixos, e a decisão do 3° lugar entre Brasil e Polônia.
O Brasil, sem Pelé, Gérson, Carlos Alberto Torres, Tostão e Clodoaldo, não era nem sombra do super time de 1970. Jogando um futebol defensivo, o time suou para empatar contra a Iugoslávia e Escócia e ganhar do Zaire por 3–0, na medida para se classificar.
O Zaire (atual República Democrática do Congo) participou pela primeira vez da Copa do Mundo, ao vencer o Campeonato Africano de Nações (que era classificatório para o Mundial naquela época), tornando-se assim a primeira equipe da África subsaariana a participar do Mundial. Pela classificação para a Copa do Mundo, todos os jogadores receberam como prêmio do governo de seu país, casa e automóvel. Mas devido à péssima campanha no Mundial, os prêmios foram confiscados mais tarde.
No jogo Iugoslávia e Zaire na 1ª fase, a Iugoslávia vencia por 2–0, quando o goleiro zairense Kazadi Mwamba pediu para ser substituído, alegando que mal tinha tocado na bola em 20 minutos jogados. Em seu lugar, entrou Tubilandu Ndimbi, que, logo depois que entrou, teve que trabalhar - teve que pegar a bola no fundo da rede, depois que a Iugoslávia marcou seu terceiro gol. No final, a Iugoslávia goleou por 9-0 e ficou com o 1° lugar na chave.
Outro episódio envolvendo a seleção do Zaire ocorreu na partida decisiva do grupo, contra o Brasil. Durante uma cobrança de falta, o zagueiro Ilunga Mwepu saiu da barreira e chutou a bola para longe antes que Rivelino pudesse fazer a cobrança. Embora a imprensa na época tivesse considerado o episódio um simples ato de desconhecimento das regras, Ilunga alegou depois que pretendia com isso que o juiz o expulsasse pelo ato (ele levou apenas um cartão amarelo), como forma de protestar contra o congelamento dos pagamentos dos jogadores por parte do governo.
Último colocado no grupo D com 3 derrotas, a equipe do Haiti, pelo menos, teve um motivo para se orgulhar: ao marcar seu único gol na derrota por 3–1 diante da Itália, foi quebrada a invencibilidade da defesa italiana, que não tomava um gol desde 1972, e do goleiro Dino Zoff, que estava 1.142 minutos sem tomar gol. Coube a Emmanuel Sanon (falecido em 2008) esta façanha.
Na única vez em que as duas Alemanhas se enfrentaram em uma Copa do Mundo, a Alemanha Ocidental, demonstrando sua frieza, abriu mão de sua invencibilidade e perdeu para a Seleção Alemã Oriental de Futebol por 1–0, evitando cair no grupo de Brasil e Países Baixos na segunda fase da Copa. Consequentemente, apenas as seleções do Chile e da Austrália enfrentaram cada lado da Alemanha em partidas diferentes, terminando em duas derrotas australianas e uma derrota chilena, além de um empate (Alemanha Oriental X Chile).
Um dos grupos mais fortes da copa era o D com Polônia, Itália e Argentina brigando pelas 2 vagas e a seleção do Haiti servindo de saco de pancadas para os protagonistas conquistarem saldo. O Haiti perdeu da Itália por 3–1 (em partida que a equipe chegou a estar vencendo), da Argentina por 4–1 e da Polônia por 7–0. Deu a lógica e quem goleou por mais acabou passando, avançando Argentina e Polônia. A Laranja Mecânica passeou no seu grupo e ganhou do Uruguai por 2–0, empatou com a Suécia 0–0 e goleou a Bulgária por 4–1.
A Escócia se tornou a primeira seleção a ser eliminada na 1ª fase sem perder um só jogo. Curiosamente, ela foi a única equipe invicta do torneio.
No Mundial houve a estreia do chamado cartão vermelho. A primeira vítima dele na história das Copas foi o atacante chileno Carlos Caszely, que foi expulso aos 22 min do 2º tempo no jogo Alemanha Ocidental 1–0 Chile. O próprio Caszely era opositor ferrenho do ditador chileno Augusto Pinochet, que tomara o poder no país meses antes, após liderar um golpe de estado. Devido à sua expulsão, posteriormente Caszely, ídolo do Colo-Colo, foi proibido de jogar futebol em seu próprio país. Ele acabaria jogando em clubes da Espanha nos tempos politicamente mais difíceis.
Esse foi também o mundial em que ocorreu o primeiro caso de doping na história do torneio. O fato ocorreu com o zagueiro do Haiti Ernst Jean-Joseph, na partida em que sua seleção foi goleada pela Polônia por 7–0. No dia seguinte ao anúncio pela FIFA, seguranças da delegação tiraram o atleta do quarto onde dormia, levaram-no para um jardim na própria concentração e deram-lhe uma brutal surra. Em comunicado distribuído à imprensa, a delegação do Haiti disse que a agressão foi justificada pelo doping, onde o zagueiro, com sua atitude, envergonhara a sua pátria.

### Segunda fase
Chega a Segunda Fase; pela primeira vez um mundial tem uma segunda fase com dois grupos de 4, os melhores vão à final e os segundos colocados vão disputar o terceiro lugar. O Brasil ganha da Alemanha Oriental por 1–0, e da Argentina, por 2–1. A Holanda goleia a Argentina por 4–0 e vence a Alemanha Oriental por 2–0.
Pelo melhor saldo de gols, a Holanda joga pelo empate na rodada final contra o Brasil. Em um jogo tenso, e por muitas vezes violento, a Holanda leva a melhor, vencendo por 2–0 na partida que decidiu o finalista de seu grupo.
Nas partidas de semifinais, que definiriam os finalistas, e quem decidiria o 3° lugar, entre Brasil e Holanda, e entre Alemanha Ocidental e Polônia, os jogos foram interrompidos durante seu andamento para se dar um minuto de silêncio pelo falecimento do presidente argentino Juan Domingo Perón ocorrido dois dias antes.
Já no outro grupo da segunda fase a Alemanha vence a Iugoslávia por 2–0, a Suécia por 4–2. A Polônia venceu a Suécia por 1–0 e a Iugoslávia por 2–1. Pelo melhor saldo de gols, a Alemanha tem a vantagem do empate no jogo contra a Polônia. Em um jogo difícil em um campo encharcado, a Alemanha vence a Polônia por 1–0, e vai à final.
Nesta fase, o goleiro polonês Jan Tomaszewski conseguiu a proeza de defender dois pênaltis: um na partida contra a Suécia, em que defendeu o tiro de Staffan Tapper, e na semifinal contra a Alemanha, em que defendeu a cobrança de Uli Hoeneß. Tal façanha não foi superada até hoje na competição, só foi igualada no Mundial de 2002 pelo goleiro norte-americano Brad Friedel e no de 2022 por Yassine Bounou, defensor das redes marroquinas.
A partida entre Alemanha Ocidental e Polônia foi realizada com meia hora de atraso, devido à intensa chuva, que deixou o gramado do estádio totalmente alagado. O Corpo de Bombeiros foi acionado para drenar o campo com bombas de sucção, enquanto os funcionários do estádio percorriam o gramado com carrinhos de drenagem, para deixar o campo em condições de jogo. Mesmo assim, o campo continuou com poças de água durante a partida.
Restou ao Brasil jogar e perder, pelo terceiro lugar da Copa, contra a Polônia, 1–0 gol de Lato, que seria o artilheiro do torneio. Curiosamente, esta foi a única partida que o ídolo palmeirense Ademir da Guia, substituído por Mirandinha no intervalo, jogou pela Seleção no torneio.
Na final, a Holanda saíram na frente logo no início gol de pênalti, com pouco mais de um minuto de jogo, sem que sequer um alemão tivesse tocado na bola. A Alemanha não se abala, e chega ao empate também de pênalti. Müller aproveita a bola na área e faz o gol da virada. Depois só deu Países Baixos, mas Sepp Maier, o arqueiro germânico, parou o ataque da laranja mecânica e a Alemanha repetiu 54: virou para cima da grande favorita da final e sagrou-se bicampeã do mundo.
Pela conquista da Copa do Mundo, cada jogador alemão ganhou um prêmio de 50 mil dólares e um Fusca 0 km. Cada jogador holandês ganhou 100 mil dólares, apesar do vice-campeonato.

### Mascote
Os mascotes oficiais da Copa de 1974 eram os garotos Tip e Tap. Na sua vez de sediar a Copa do Mundo, a Alemanha seguiu o modelo mexicano de usar uma figura humana. Mas, dessa vez, foram escolhidas duas mascotes: O Tip e o Tap são dois garotos felizes, que provavelmente representam o fair play entre as Alemanha Oriental e Ocidental, que, apesar de separadas, participam juntas da competição esportiva. 
A camisa de um deles estampa a sigla WM, iniciais de Weltmeisterschaft ("Copa do Mundo" em alemão); a do outro, o número 74, ano em que foi realizada a competição. A dupla passa a mensagem de união e amizade, repetida 32 anos depois na pele da mascote Goleo VI e sua amiga Pille, quando a Copa voltou a ser disputada na Alemanha reunificada.

### Controvérsia
O jogador polonês Wladyslaw Zmuda relembrou em 2021 que um cartola italiano apareceu no túnel do vestiário, no intervalo da partida entre Itália e Polônia, com uma mala cheia de dinheiro para que os poloneses se deixassem empatar no segundo tempo, resultado que classificaria as duas equipes. Segundo Zmuda: "Os italianos tinham certeza de que iriam vencer, mas no final do primeiro tempo estávamos vencendo por 2 a 0 e a classificação estava escapando e, quando estávamos indo para o vestiário, notamos um homem nos esperando no túnel com uma maleta na mão e, quando a abrimos, apareceram maços de notas, muitos dólares. Eu não podia acreditar, um cara com uma pasta de dinheiro no meio de um jogo da Copa do Mundo! Acho que foi aí que um dos nossos funcionários começou a discutir com ele. Foi só por um momento e fomos imediatamente mandados para o vestiário. Mas eu me lembro muito bem daquele dinheiro.". Miroslaw Bulzacki, ex-agente de futebol polonês, confirmou a acusação de Zmuda: "Eu me lembro daquela pasta. Ele tentou entregá-la a um dos jogadores, mas ninguém quis ficar com ela. Eles nos expulsaram e ordenaram que fôssemos para o vestiário, onde ele não podia entrar.".

## Sedes
| Munique Berlim Ocidental Hamburgo Dortmund Düsseldorf Gelsenkirchen Frankfurt Hanôver EstugardaCopa do Mundo FIFA de 1974 (Alemanha Ocidental) | Munique            | Berlim Ocidental     | Hamburgo           |
| --- | ------------------ | -------------------- | ------------------ |
| Munique Berlim Ocidental Hamburgo Dortmund Düsseldorf Gelsenkirchen Frankfurt Hanôver EstugardaCopa do Mundo FIFA de 1974 (Alemanha Ocidental) | Olympiastadion     | Olympiastadion       | Volksparkstadion   |
| Munique Berlim Ocidental Hamburgo Dortmund Düsseldorf Gelsenkirchen Frankfurt Hanôver EstugardaCopa do Mundo FIFA de 1974 (Alemanha Ocidental) | Capacidade: 72,000 | Capacidade: 75,000   | Capacidade: 55,000 |
| Munique Berlim Ocidental Hamburgo Dortmund Düsseldorf Gelsenkirchen Frankfurt Hanôver EstugardaCopa do Mundo FIFA de 1974 (Alemanha Ocidental) |                    |                      |                    |
| Munique Berlim Ocidental Hamburgo Dortmund Düsseldorf Gelsenkirchen Frankfurt Hanôver EstugardaCopa do Mundo FIFA de 1974 (Alemanha Ocidental) | Dortmund           | Düsseldorf           | Gelsenkirchen      |
| Munique Berlim Ocidental Hamburgo Dortmund Düsseldorf Gelsenkirchen Frankfurt Hanôver EstugardaCopa do Mundo FIFA de 1974 (Alemanha Ocidental) | Westfalenstadion   | Rheinstadion         | Parkstadion        |
| Munique Berlim Ocidental Hamburgo Dortmund Düsseldorf Gelsenkirchen Frankfurt Hanôver EstugardaCopa do Mundo FIFA de 1974 (Alemanha Ocidental) | Capacidade: 80,000 | Capacidade: 45,100   | Capacidade: 48,000 |
| Munique Berlim Ocidental Hamburgo Dortmund Düsseldorf Gelsenkirchen Frankfurt Hanôver EstugardaCopa do Mundo FIFA de 1974 (Alemanha Ocidental) |                    |                      |                    |
| Munique Berlim Ocidental Hamburgo Dortmund Düsseldorf Gelsenkirchen Frankfurt Hanôver EstugardaCopa do Mundo FIFA de 1974 (Alemanha Ocidental) | Frankfurt          | Hanôver              | Estugarda          |
| Munique Berlim Ocidental Hamburgo Dortmund Düsseldorf Gelsenkirchen Frankfurt Hanôver EstugardaCopa do Mundo FIFA de 1974 (Alemanha Ocidental) | Waldstadion        | Niedersachsenstadion | Neckarstadion      |
| Munique Berlim Ocidental Hamburgo Dortmund Düsseldorf Gelsenkirchen Frankfurt Hanôver EstugardaCopa do Mundo FIFA de 1974 (Alemanha Ocidental) | Capacidade: 54,000 | Capacidade: 44,000   | Capacidade: 55,000 |
| Munique Berlim Ocidental Hamburgo Dortmund Düsseldorf Gelsenkirchen Frankfurt Hanôver EstugardaCopa do Mundo FIFA de 1974 (Alemanha Ocidental) |                    |                      |                    |

## Brasil na Copa de 1974
- Colocação: quarto lugar.
- Campanha: sete partidas, três vitórias, dois empates, duas derrotas, seis gols a favor e quatro contra.
- Partidas: Brasil 0–0 Iugoslávia, Brasil 0–0 Escócia, Brasil 3–0 Zaire, Brasil 1–0 Alemanha Oriental, Brasil 2–1 Argentina, Brasil 0–2 Países Baixos e Brasil 0–1 Polônia.

O Brasil, recentemente tricampeão mundial, estava com a auto estima alta. Zagallo, ainda técnico da seleção, usou a base da última copa, Jairzinho e Rivelino. Faltava o rei Pelé, que havia se aposentado da seleção em 1971. De fato, dos 22 jogadores convocados, somente nove fizeram parte da campanha do Tri, dos quais seis foram reservas naquela copa; Clodoaldo também estava cotado, mas uma contusão o tirou da equipe que foi à Alemanha Ocidental.
Porém, o Brasil não foi muito longe. A famosa Laranja Mecânica neerlandesa destruiu o sonho do tetra.
Por fim, o Brasil termina em 4º lugar após perder para a Polônia, consolidando a "Seleção Canarinho" em uma colocação abaixo dos poloneses.

## Sorteio
O sorteio foi realizado no Main Hall of Radio Hessen no dia 5 de janeiro de 1974.
Os cabeças de chave foram Alemanha Ocidental, Brasil, Itália e Uruguai.

## Primeira Fase

### Grupo 1
| Pos | Seleção            | Pts | J | V | E | D | GM | GS | DG |
| --- | ------------------ | --- | - | - | - | - | -- | -- | -- |
| 1   | Alemanha Oriental  | 5   | 3 | 2 | 1 | 0 | 4  | 1  | +3 |
| 2   | Alemanha Ocidental | 4   | 3 | 2 | 0 | 1 | 4  | 1  | +3 |
| 3   | Chile              | 2   | 3 | 0 | 2 | 1 | 1  | 2  | –1 |
| 4   | Austrália          | 1   | 3 | 0 | 1 | 2 | 0  | 5  | –5 |

| 14 de junho | Alemanha Ocidental | 1 – 0     | Chile | Olympiastadion, Berlim Ocidental           |
| 16:00       | Breitner 18'       | Relatório |       | Público: 81 100 Árbitro: TUR Doğan Babacan |

| 14 de junho | Alemanha Oriental               | 2 – 0     | Austrália | Volksparkstadion, Hamburgo                   |
| 19:30       | Curran 58' (g.c.) · Streich 72' | Relatório |           | Público: 17 000 Árbitro: SEN Youssou N'Diaye |

| 18 de junho | Austrália | 0 – 3     | Alemanha Ocidental                      | Volksparkstadion, Hamburgo                         |
| 16:00       |           | Relatório | Overath 12' · Cullmann 34' · Müller 53' | Público: 53 000 Árbitro: EGY Mahmoud Mustafa Kamel |

| 18 de junho | Chile       | 1 – 1     | Alemanha Oriental | Olympiastadion, Berlim Ocidental              |
| 19:30       | Ahumada 69' | Relatório | Hoffman 55'       | Público: 28 300 Árbitro: ITA Aurelio Angonese |

| 22 de junho | Austrália | 0 – 0     | Chile | Olympiastadion, Berlim Ocidental          |
| 16:00       |           | Relatório |       | Público: 17 400 Árbitro: IRN Jafar Namdar |

| 22 de junho | Alemanha Oriental | 1 – 0     | Alemanha Ocidental | Volksparkstadion, Hamburgo                 |
| 19:30       | Sparwasser 77'    | Relatório |                    | Público: 60 200 Árbitro: URY Ramón Barreto |

### Grupo 2
| Pos | Seleção    | Pts | J | V | E | D | GM | GS | DG  |
| --- | ---------- | --- | - | - | - | - | -- | -- | --- |
| 1   | Iugoslávia | 4   | 3 | 1 | 2 | 0 | 10 | 1  | +9  |
| 2   | Brasil     | 4   | 3 | 1 | 2 | 0 | 3  | 0  | +3  |
| 3   | Escócia    | 4   | 3 | 1 | 2 | 0 | 3  | 1  | +2  |
| 4   | Zaire      | 0   | 3 | 0 | 0 | 3 | 0  | 14 | –14 |

| 13 de junho | Brasil | 0 – 0     | Iugoslávia | Waldstadion, Frankfurt                       |
| 17:00       |        | Relatório |            | Público: 62 000 Árbitro: CHE Rudolf Scheurer |

| 14 de junho | Zaire | 0 – 2     | Escócia                  | Westfalenstadion, Dortmund                       |
| 19:30       |       | Relatório | Lorimer 26' · Jordan 34' | Público: 25 800 Árbitro: FRG Gerhard Schulenberg |

| 18 de junho | Iugoslávia                                                                                                 | 9 – 0     | Zaire | Parkstadion, Gelsenkirchen                      |
| 19:30       | Bajević 8', 30', 81' · Džajić 14' · Šurjak 18' · Katalinski 22' · Bogićević 35' · Oblak 61' · Petković 65' | Relatório |       | Público: 31 700 Árbitro: COL Omar Delgado Gómez |

| 18 de junho | Escócia | 0 – 0     | Brasil | Waldstadion, Frankfurt                       |
| 19:30       |         | Relatório |        | Público: 62 000 Árbitro: NLD Arie van Gemert |

| 22 de junho | Escócia    | 1 – 1     | Iugoslávia | Waldstadion, Frankfurt                                  |
| 16:00       | Jordan 88' | Relatório | Karasi 81' | Público: 56 000 Árbitro: MEX Alfonso González Archundia |

| 22 de junho | Zaire | 0 – 3     | Brasil                                       | Parkstadion, Gelsenkirchen                  |
| 16:00       |       | Relatório | Jairzinho 12' · Rivelino 66' · Valdomiro 79' | Público: 36 200 Árbitro: ROU Nicolae Rainea |

### Grupo 3
| Pos | Seleção       | Pts | J | V | E | D | GM | GS | DG |
| --- | ------------- | --- | - | - | - | - | -- | -- | -- |
| 1   | Países Baixos | 5   | 3 | 2 | 1 | 0 | 6  | 1  | +5 |
| 2   | Suécia        | 4   | 3 | 1 | 2 | 0 | 3  | 0  | +3 |
| 3   | Bulgária      | 2   | 3 | 0 | 2 | 1 | 2  | 5  | –3 |
| 4   | Uruguai       | 1   | 3 | 0 | 1 | 2 | 1  | 6  | –5 |

| 15 de junho | Uruguai | 0 – 2     | Países Baixos | Niedersachsenstadion, Hanôver               |
| 16:00       |         | Relatório | Rep 16', 86'  | Público: 55 100 Árbitro: HUN Károly Palotai |

| 15 de junho | Suécia | 0 – 0     | Bulgária | Rheinstadion, Düsseldorf                        |
| 16:00       |        | Relatório |          | Público: 23 800 Árbitro: PER Edison Pérez Núñez |

| 19 de junho | Uruguai    | 1 – 1     | Bulgária  | Niedersachsenstadion, Hanôver            |
| 19:30       | Pavoni 87' | Relatório | Bonev 75' | Público: 13 400 Árbitro: ENG John Taylor |

| 19 de junho | Países Baixos | 0 – 0     | Suécia | Westfalenstadion, Dortmund                    |
| 19:30       |               | Relatório |        | Público: 53 700 Árbitro: CAN Werner Winsemann |

| 23 de junho | Bulgária        | 1 – 4     | Países Baixos                                          | Westfalenstadion, Dortmund                 |
| 16:00       | Krol 78' (g.c.) | Relatório | Neeskens 5' (pen.), 44' (pen.) · Rep 71' · de Jong 88' | Público: 53 300 Árbitro: AUS Tony Boskovic |

| 23 de junho | Suécia                          | 3 – 0     | Uruguai | Rheinstadion, Düsseldorf                    |
| 16:00       | Edström 46', 77' · Sandberg 74' | Relatório |         | Público: 28 300 Árbitro: AUT Erich Linemayr |

### Grupo 4
| Pos | Seleção   | Pts | J | V | E | D | GM | GS | DG  |
| --- | --------- | --- | - | - | - | - | -- | -- | --- |
| 1   | Polónia   | 6   | 3 | 3 | 0 | 0 | 12 | 3  | +9  |
| 2   | Argentina | 3   | 3 | 1 | 1 | 1 | 7  | 5  | +2  |
| 3   | Itália    | 3   | 3 | 1 | 1 | 1 | 5  | 4  | +1  |
| 4   | Haiti     | 0   | 3 | 0 | 0 | 3 | 2  | 14 | –12 |

| 15 de junho | Itália                                                      | 3 – 1     | Haiti     | Olympiastadion, Munique                        |
| 18:00       | Gianni Rivera 52' · Romeo Benetti 64' · Pietro Anastasi 78' | Relatório | Sanon 46' | Público: 53 000 Árbitro: VEN Vicente Llobregat |

| 15 de junho | Polónia                                     | 3 – 2     | Argentina                                | Neckarstadion, Estugarda                  |
| 18:00       | Grzegorz Lato 7', 62' · Andrzej Szarmach 8' | Relatório | Ramón Heredia 60' · Carlos Babington 66' | Público: 32 700 Árbitro: WAL Clive Thomas |

| 19 de junho | Argentina         | 1 – 1     | Itália                     | Neckarstadion, Estugarda                   |
| 19:30       | René Houseman 19' | Relatório | Roberto Perfumo 35' (g.c.) | Público: 70 100 Árbitro: URS Pavel Kazakov |

| 19 de junho | Haiti | 0 – 7     | Polónia                                                                                 | Olympiastadion, Munique                          |
| 19:30       |       | Relatório | Lato 17', 87' · Kazimierz Deyna 18' · Andrzej Szarmach 30', 34', 50' · Jerzy Gorgoń 31' | Público: 25 300 Árbitro: SGP Govindasamy Suppiah |

| 23 de junho | Argentina                                                     | 4 – 1     | Haiti     | Olympiastadion, Munique                           |
| 16:00       | Hector Yazalde 15', 68' · René Houseman 18' · Rubén Ayala 55' | Relatório | Sanon 63' | Público: 25 900 Árbitro: ESP Pablo Sánchez Ibáñez |

| 23 de junho | Polónia                                    | 2 – 1     | Itália            | Neckarstadion, Estugarda                          |
| 16:00       | Andrzej Szarmach 38' · Kazimierz Deyna 44' | Relatório | Fabio Capello 85' | Público: 70 100 Árbitro: FRG Hans-Joachim Weyland |

## Segunda Fase

### Grupo A
| Pos | Seleção           | Pts | J | V | E | D | GM | GS | DG |
| --- | ----------------- | --- | - | - | - | - | -- | -- | -- |
| 1   | Países Baixos     | 6   | 3 | 3 | 0 | 0 | 8  | 0  | +8 |
| 2   | Brasil            | 4   | 3 | 2 | 0 | 1 | 3  | 3  | 0  |
| 3   | Alemanha Oriental | 1   | 3 | 0 | 1 | 2 | 1  | 4  | –3 |
| 4   | Argentina         | 1   | 3 | 0 | 1 | 2 | 2  | 7  | –5 |

| 26 de junho | Brasil       | 1 – 0     | Alemanha Oriental | Niedersachsenstadion, Hanôver             |
| 19:30       | Rivelino 60' | Relatório |                   | Público: 59 863 Árbitro: WAL Clive Thomas |

| 26 de junho | Países Baixos                        | 4 – 0     | Argentina | Parkstadion, Gelsenkirchen                |
| 19:30       | Cruyff 10', 90' · Krol 25' · Rep 73' | Relatório |           | Público: 56 548 Árbitro: SCO Bob Davidson |

| 30 de junho | Argentina    | 1 – 2     | Brasil                       | Niedersachsenstadion, Hanôver             |
| 16:00       | Brindisi 35' | Relatório | Rivelino 32' · Jairzinho 49' | Público: 39 400 Árbitro: BEL Vital Loraux |

| 30 de junho | Alemanha Oriental | 0 – 2     | Países Baixos                 | Parkstadion, Gelsenkirchen                  |
| 16:00       |                   | Relatório | Neeskens 7' · Rensenbrink 59' | Público: 68 348 Árbitro: CHE Ruedi Scheurer |

| 3 de julho | Países Baixos             | 2 – 0     | Brasil | Westfalenstadion, Dortmund                    |
| 19:30      | Neeskens 50' · Cruyff 65' | Relatório |        | Público: 53 700 Árbitro: FRG Kurt Tschenscher |

| 3 de julho | Argentina    | 1 – 1     | Alemanha Oriental | Parkstadion, Gelsenkirchen               |
| 19:30      | Houseman 20' | Relatório | Streich 14'       | Público: 54 254 Árbitro: ENG John Taylor |

### Grupo B
| Pos | Seleção            | Pts | J | V | E | D | GM | GS | DG |
| --- | ------------------ | --- | - | - | - | - | -- | -- | -- |
| 1   | Alemanha Ocidental | 6   | 3 | 3 | 0 | 0 | 7  | 2  | +5 |
| 2   | Polónia            | 4   | 3 | 2 | 0 | 1 | 3  | 2  | +1 |
| 3   | Suécia             | 2   | 3 | 1 | 0 | 2 | 4  | 6  | –2 |
| 4   | Iugoslávia         | 0   | 3 | 0 | 0 | 3 | 2  | 6  | –4 |

| 26 de junho | Iugoslávia | 0 – 2     | Alemanha Ocidental                  | Rheinstadion, Düsseldorf                     |
| 16:00       |            | Relatório | Paul Breitner 39' · Gerd Müller 82' | Público: 67 385 Árbitro: BRA Armando Marques |

| 26 de junho | Suécia | 0 – 1     | Polónia           | Neckarstadion, Estugarda                   |
| 19:30       |        | Relatório | Grzegorz Lato 43' | Público: 44 955 Árbitro: URY Ramón Barreto |

| 30 de junho | Polónia                                        | 2 – 1     | Iugoslávia           | Waldstadion, Frankfurt                     |
| 16:00       | Kazimierz Deyna 24' (pen.) · Grzegorz Lato 62' | Relatório | Stanislav Karasi 43' | Público: 58 000 Árbitro: DDR Rudi Glöckner |

| 30 de junho | Alemanha Ocidental                                                                      | 4 – 2     | Suécia                                 | Rheinstadion, Düsseldorf                   |
| 19:30       | Wolfgang Overath 51' · Rainer Bonhof 52' · Jürgen Grabowski 76' · Uli Hoeneß 89' (pen.) | Relatório | Ralf Edström 24' · Roland Sandberg 53' | Público: 67 800 Árbitro: URS Pavel Kazakov |

| 3 de julho | Polónia | 0 – 1     | Alemanha Ocidental | Waldstadion, Frankfurt                      |
| 16:30      |         | Relatório | Gerd Müller 76'    | Público: 62 000 Árbitro: AUT Erich Linemayr |

| 3 de julho | Suécia                                   | 2 – 1     | Iugoslávia       | Rheinstadion, Düsseldorf                    |
| 19:30      | Ralf Edström 29' · Conny Torstensson 85' | Relatório | Ivica Šurjak 27' | Público: 41 300 Árbitro: ARG Luis Pestarino |

## Fase final

### Disputa pelo terceiro Lugar
| 6 de julho | Brasil | 0 – 1     | Polónia           | Olympiastadion, Munique                       |
| 16:00      |        | Relatório | Grzegorz Lato 76' | Público: 77 100 Árbitro: ITA Aurelio Angonese |

### Final
| 7 de julho de 1974 | Países Baixos     | 1 – 2     | Alemanha Ocidental              | Olympiastadion, Munique                  |
| 16:00              | Neeskens 2' (pen) | Relatório | Breitner 25' (pen) · Müller 43' | Público: 75 200 Árbitro: ENG Jack Taylor |

| Países Baixos | Alemanha Ocidental |

## Artilharia
7 gols (1)
- Grzegorz Lato

5 gols (2)
| - Johan Neeskens | - Andrzej Szarmach |  |

4 gols (3)
| - Gerd Müller | - Johnny Rep | - Ralf Edström |

3 gols (6)
| - Paul Breitner - Dušan Bajević | - Roberto Rivelino - René Houseman | - Kazimierz Deyna - Johan Cruyff |

2 gols (9)
| - Joe Jordan - Joachim Streich - Ivica Šurjak | - Stanislav Karasi - Jairzinho - Roland Sandberg | - Emmanuel Sanon - Hector Yazalde - Wolfgang Overath |

1 gol (29)
| - Rainer Bonhof - Bernhard Cullmann - Jürgen Grabowski - Uli Hoeneß - Martin Hoffmann - Jürgen Sparwasser - Ramón Heredia - Carlos Babington - Rubén Ayala - Brindisi | - Valdomiro - Hristo Bonev - Sergio Ahumada - Peter Lorimer - Gianni Rivera - Romeo Benetti - Pietro Anastasi - Fabio Capello - Dragan Džajić - Josip Katalinski | - Vladislav Bogićević - Branko Oblak - Ilija Petković - Theo de Jong - Rob Rensenbrink - Jerzy Gorgon - Conny Torstensson - Ricardo Pavoni |

Gols contra (3)
| - Roberto Perfumo (a favor da Itália) | - Colin Curran (a favor da Alemanha | - Ruud Krol (a favor da Bulgária) |

## Classificação final

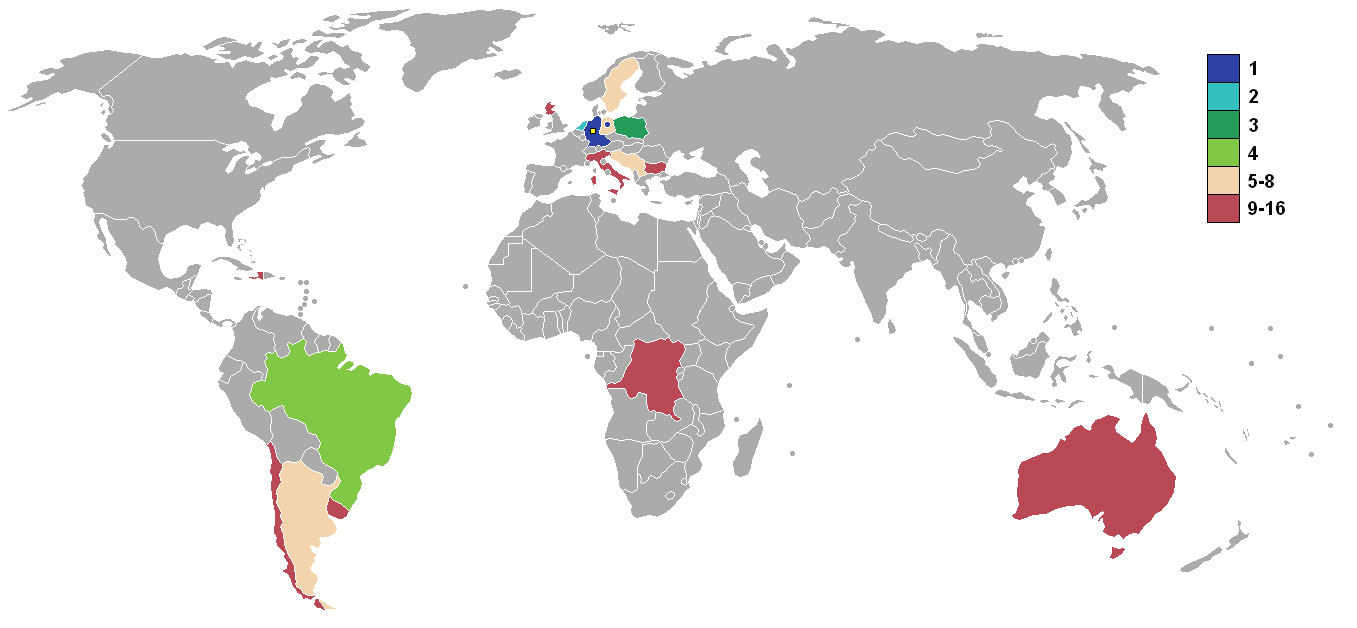

A classificação final é determinada através da fase em que a seleção alcançou e a sua pontuação, levando em conta os critérios de desempate.
| Pos.                        | Seleção            | Gr | Pts | J | V | E | D | GP | GC | SG  |
| --------------------------- | ------------------ | -- | --- | - | - | - | - | -- | -- | --- |
| Final                       |                    |    |     |   |   |   |   |    |    |     |
| 1                           | Alemanha Ocidental | 1  | 12  | 7 | 6 | 0 | 1 | 13 | 4  | +9  |
| 2                           | Países Baixos      | 3  | 11  | 7 | 5 | 1 | 1 | 15 | 3  | +12 |
| Disputa do 3º lugar         |                    |    |     |   |   |   |   |    |    |     |
| 3                           | Polónia            | 4  | 12  | 7 | 6 | 0 | 1 | 16 | 5  | +11 |
| 4                           | Brasil             | 2  | 8   | 7 | 3 | 2 | 2 | 6  | 4  | +2  |
| Eliminados na segunda fase  |                    |    |     |   |   |   |   |    |    |     |
| 5                           | Suécia             | 3  | 6   | 6 | 2 | 2 | 2 | 7  | 6  | +1  |
| 6                           | Alemanha Oriental  | 1  | 6   | 6 | 2 | 2 | 2 | 5  | 5  | 0   |
| 7                           | Iugoslávia         | 2  | 4   | 6 | 1 | 2 | 3 | 12 | 7  | +5  |
| 8                           | Argentina          | 4  | 4   | 6 | 1 | 2 | 3 | 9  | 12 | –3  |
| Eliminados na primeira fase |                    |    |     |   |   |   |   |    |    |     |
| 9                           | Escócia            | 2  | 4   | 3 | 1 | 2 | 0 | 3  | 1  | +2  |
| 10                          | Itália             | 4  | 3   | 3 | 1 | 1 | 1 | 5  | 4  | +1  |
| 11                          | Chile              | 1  | 2   | 3 | 0 | 2 | 1 | 1  | 2  | –1  |
| 12                          | Bulgária           | 3  | 2   | 3 | 0 | 2 | 1 | 2  | 5  | –3  |
| 13                          | Uruguai            | 3  | 1   | 3 | 0 | 1 | 2 | 1  | 6  | –5  |
| 14                          | Austrália          | 1  | 1   | 3 | 0 | 1 | 2 | 0  | 5  | –5  |
| 15                          | Haiti              | 4  | 0   | 3 | 0 | 0 | 3 | 2  | 14 | –12 |
| 16                          | Zaire              | 2  | 0   | 3 | 0 | 0 | 3 | 0  | 14 | –14 |

## Vencedor
| Campeão da Copa do Mundo FIFA de 1974 |
| ------------------------------------- |
| Alemanha Ocidental Segundo Título     |

## Transmissão televisiva

### No Brasil
- No Brasil, todas as 38 partidas foram transmitidas pela Globo. A transmissão em cores dos jogos da seleção brasileira foi pela primeira vez.[7]